# Inlärningskurva
Inlärningskurva är en grafisk representation av hur inlärning (vertikal axel) ökar med erfarenheten (horisontell axel). 
|  |  |  |

Även om en inlärningskurva för en enskild person kan verka planlös (Fig 1), resulterar ett stort antal försök i en jämn kurva, som kan beskrivas av en matematisk funktion (Fig 2). Beroende på hur inlärning (eller yrkesskicklighet) mäts kan inlärningskurvan antingen stiga eller sjunka med erfarenheten. (Fig 3).
Begreppet Inlärningskurva används huvudsakligen på två sätt: där samma uppgift repeteras i en serie försök, eller där kunskapsmängd lärs in med tiden. Den förste att beskriva inlärningskurvan var Hermann Ebbinghaus 1885, inom fältet inlärningspsykologi, men termen användes inte förrän 1909. 1936, beskrev Theodore Paul Wright effekten av inlärningen på produktionskostnaderna inom flygplansindustrin. Detta sätt, i vilket Kostnaden per enhet är en funktion av Totalproduktionen, kallas ibland erfarenhetskurva.
Det bekanta nedsättande uttrycket "men det har en brant inlärningskurva" är avsett att mena att aktiviteten är svår att lära in. Men, en brant kurva betyder raka motsatsen: om kurvan är brant så gör man snabba framsteg.

## Fotnoter och källor
1. ↑  ”Arkiverade kopian”. Arkiverad från originalet den 13 mars 2013. https://web.archive.org/web/20130313185928/http://www.qfinance.com/dictionary/learning-curve. Läst 2 juni 2013.
2. ↑  http://books.google.com/books?id=oRSMDF6y3l8C&printsec=frontcover#v=onepage&q&f=false Page 42, Fig 2
3. ↑  http://books.google.com/books?id=ikEMAAAAIAAJ&q=%22learning+curve%22#v=snippet&q=%22learning%20curve%22&f=false The American Journal of Psychology, Volume 14 1903 By Granville Stanley Hall, Edward B. Titchener
4. ↑  Wright, T.P., "Factors Affecting the Cost of Airplanes", Journal of Aeronautical Sciences, 3(4) (1936): 122–128.
5. ↑  "Laparoscopic Colon Resection Early in the Learning Curve", Ann Surg. 2006 June; 243(6): 730–737, see the "Discussions" section, Dr. Smith's remark about the usage of the term "steep learning curve": "First, semantics. A steep learning curve is one where you gain proficiency over a short number of trials. That means the curve is steep. I think semantically we are really talking about a prolonged or long learning curve. I know it is a subtle distinction, but I can't miss the opportunity to make that point."(engelska)
6. ↑  http://www.visualthesaurus.com/cm/wordroutes/a-steep-learning-curve-for-downton-abbey/ Ben Zimmer, February 8, 2013